# عشرة بنسات (عملة أيرلندية)
العشرة بنسات (10 بنسات) كانت عملة الفلورين (الجنيه الأيرلندي) جزءًا من الجنيه الأيرلندي. استُخدمت في جمهورية أيرلندا من عام ١٩٦٩ إلى عام ٢٠٠٢،  وكان آخر إصدار لها عام ٢٠٠٠. حلت محل عملة الفلورين، التي شاركتها نفس التصميم. يوجد تصميمان مختلفان للعملة، كلاهما يحمل رسم سمك السلمون على الوجه الآخر. طُرح التصميم الثاني عام ١٩٩٣ وهو أصغر حجمًا، بسبب انخفاض قيمة العملة بسبب التضخم.
طُرح هذا الإصدار قبل عامين من يوم العشرية، الموافق 15 فبراير 1971، نظرًا لتساوي قيمته عند عُشر الجنيه مع قيمة الفلورين السابق. وقد احتفظ الإصدار بنفس تصميم وأبعاد عملة الفلورين (باستثناء الفئة) التي طُرحت في أيرلندا الحرة عام 1928. وظلت بعض عملات الفلورين متداولة حتى عام 1994، عندما تقرر تقليل حجم عملة العشرة بنسات.
في عام 1993، صُنع بديل له بقطر 2.2 سنتيمتر (0.87 بوصة) قطرها ووزنها 5.45 غرام (0.192 oz). كانت هذه العملة الجديدة تحمل صورة سمكة سلمون، ولكن غُير موقعها نتيجةً لعكس صورة سمكة السلمون. كانت العشرة بنسات مكونة من 75% نحاس و25% نيكل.
كان وزن العشرة بنسات الأصلية 11.31036 غرام (0.398961 oz) وكان قطرها 2.85 سنتيمتر (1.12 بوصة)أصبح حجمها مشكلة بعد أدى التضخم إلى انخفاض قيمة العملة المعدنية، وسُكت آخر مرة في عام 1986.
كانت قيمة العملة. سُحبت جميع العملات المعدنية الأصلية من فئة العشرة بنسات في الأول من يونيو/حزيران ١٩٩٤. وسُحبت النسخة الأصغر عند طرح عملة اليورو عام ٢٠٠٢.

## روابط خارجية
- موقع العملات الأيرلندية - كتالوج - عشرة بنسات عشرية
- لوائح سك العملات (الأبعاد والتصميمات)، 1969
- أمر سك العملات (وزن وبدل علاج عملة عشرة بنسات) لعام 1993
- لوائح سك العملات (أبعاد عملة العشرة بنسات) لعام 1993

قالب:Irish currency and coinage